# Aziz Meliani
Pour les articles homonymes, voir Meliani.
Abd-el-Aziz Meliani (ou Méliani selon les sources), né le 27 février 1935 à Guellal, en Algérie, est un colonel de l’armée française et homme politique français.
Il est conseiller municipal de Strasbourg de 1995 à 2001 et de 2008 à 2020 et adjoint au maire de 1995 à 2000.
Il est grand-croix de l'ordre national du Mérite et commandeur de la Légion d'honneur.

## Biographie

### Origines familiales
Aziz Meliani est l’arrière-petit-fils d'un militaire venu volontairement d’Algérie, avec soixante-dix-sept membres de sa tribu combattre à Wœrth pour défendre la France et l’Alsace pendant la guerre franco-prussienne de 1870, et qui n’a ramené que sept hommes dans son douar.

### Carrière militaire
Aziz Meliani intègre l'École des enfants de troupes de Miliana et Koléa puis l’École spéciale militaire de Saint-Cyr (promotion Laperrine, 1956-1958). À Pâques 1959, il est à Paris où il apprend que son père, le bachagha Méliani a été assassiné, victime d’un attentat. Il demande alors son affectation en Algérie.
Il est envoyé au sud de Sétif. Nommé lieutenant, il commande un commando de chasse du 3e régiment de tirailleurs algériens. Il commande, entre 1959 et 1962, deux cents hommes, tirailleurs et harkis, qui se battent contre le FLN. Il est blessé à trois reprises.
Au cessez-le-feu du 19 mars 1962 en Algérie, il est nommé dans une unité de la force locale de l'ordre algérienne sur Orléansville. Ces unités sont composées de 10 % de militaires européens et de 90 % de militaires algériens, qui devaient être au service de l'Exécutif provisoire algérien, pendant la période transitoire  jusqu'à l'indépendance de l'Algérie.
En 1985, il est promu colonel et dirige l’état-major d’une division blindée à Nancy.

### Vie civile
Retraité de l’armée, il s'installe à Strasbourg où il avait effectué sa préparation à Saint-Cyr à l'École militaire de Strasbourg (EMS). Il fonde le Conseil national des Français musulmans, et devient gérant de société.

### Parcours politique

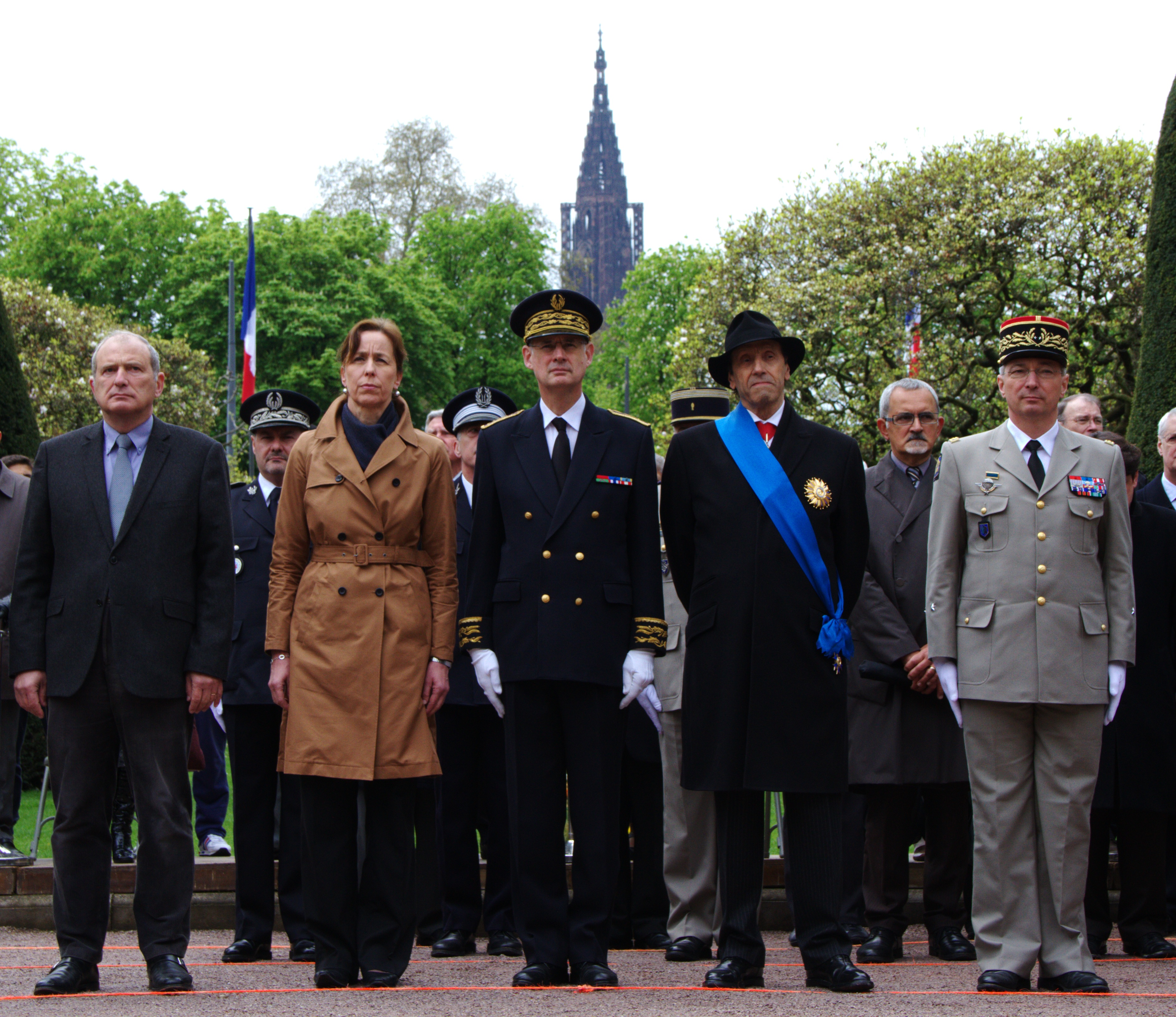
De gauche à droite : François Loos, vice-président du conseil régional d’Alsace, Fabienne Keller, sénatrice de Strasbourg, Stéphane Bouillon, préfet de la région Alsace et du Bas-Rhin, Aziz Méliani, conseiller municipal de Strasbourg, le général Éric Hautecloque-Raysz, gouverneur militaire de Strasbourg lors de la commémoration journée du souvenir de la déportation à Strasbourg le 28 avril 2013.

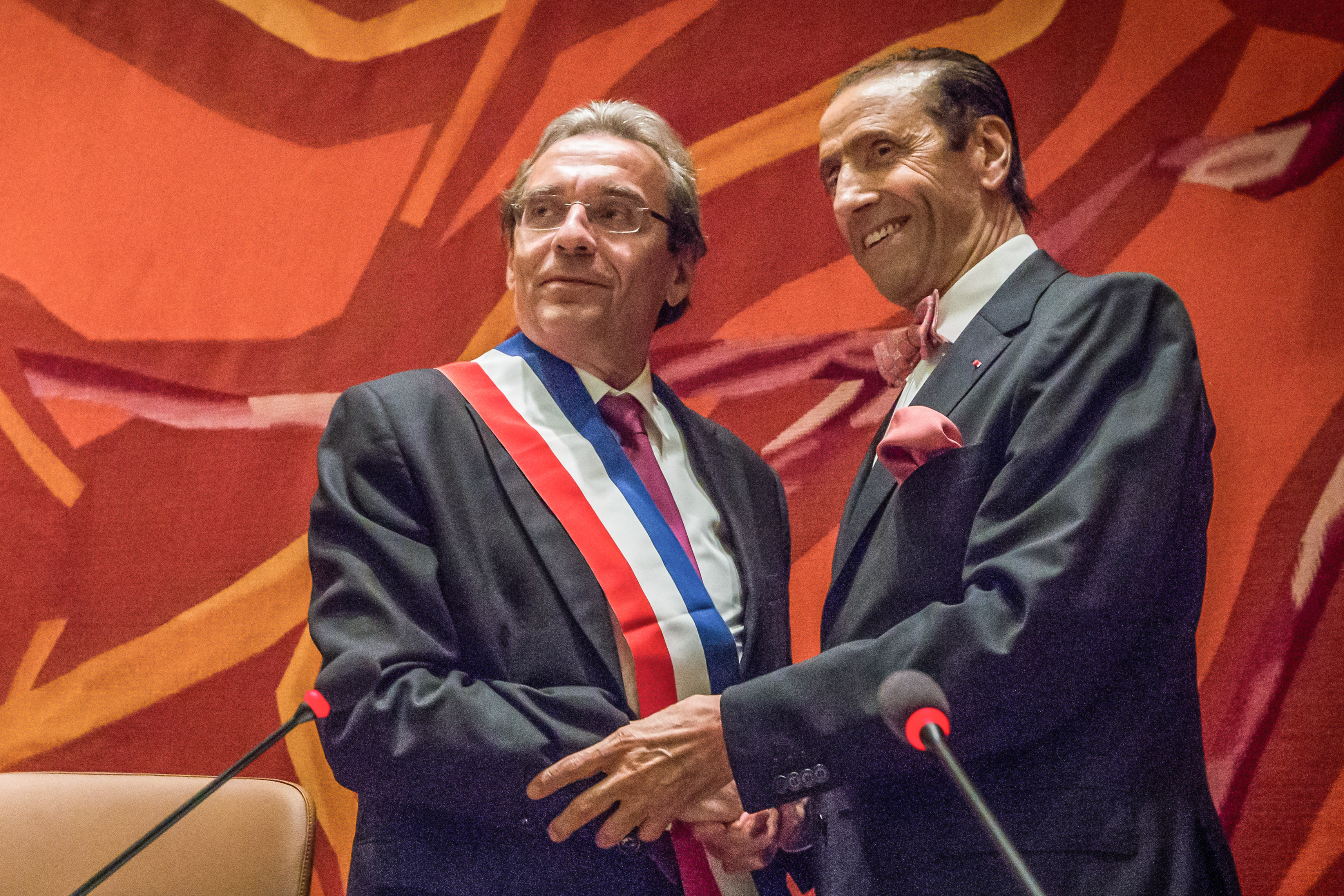
Le doyen du conseil municipal, Aziz Meliani, remet l’écharpe de maire de Strasbourg à Roland Ries le 5 avril 2014.

Aziz Meliani exerce à partir de 1987 diverses fonctions exécutives, représentatives ou de réflexion dans le domaine de la Défense nationale, des anciens combattants et des rapatriés :
- Administrateur de l'Office national des anciens combattants et victimes de guerre (1987 à 1990).
- Coprésident de la mission de réflexion sur les harkis (1991 à 1993)[3].
- Auditeur de l’Institut des hautes études de défense nationale (en 1997)[4].
- Membre du Haut conseil des rapatriés (2003 à 2011)[5],[6],[7].
- Membre du conseil scientifique du Mémorial national de la France d'outre-mer (2004 à 2006).
- Membre du Conseil économique et social (2005 à 2007)[8].
- Président de l’Association nationale des anciens combattants français musulmans[9].

À partir des années 1990, il prend part à la vie politique de Strasbourg et de sa région. Il est élu en 1995 au conseil municipal sur la liste de gauche de Catherine Trautmann et devient adjoint au maire chargé de l'intégration. En 2001, il n'est pas repris sur la liste de Catherine Trautmann et Roland Ries, il se présente alors sur la liste divers gauche (socialistes dissidents et radicaux de gauche) de Jean-Claude Petitdemange mais n'est pas élu.
En 2008, il est de nouveau élu conseiller municipal de Strasbourg (groupe des élus socialistes et républicains), il est désigné correspondant Défense et élu vice-président de la communauté urbaine de Strasbourg, chargé des relations avec les armées, poste qu’il occupe jusqu’en avril 2014. Il est réélu en avril 2014.

### Prises de position politiques
Après les émeutes de 2005 dans les banlieues françaises, Aziz Meliani promeut la représentation de la diversité de la population française en général et de la population strasbourgeoise en particulier ; il milite notamment pour une « réconciliation » de Strasbourg avec ses quartiers et propose un Grenelle des banlieues.
Désireux d’apaiser les relations entre les collectivités territoriales et la pratique de l’islam, il obtient en 2009 le vote unanime du conseil municipal pour la poursuite du financement de la construction de la grande mosquée de Strasbourg.
Partisan de la laïcité, il affirme que les idéaux de la France peuvent être incarnés par des communautés religieuses, composantes de la Nation unies par une même histoire et une même volonté. Selon lui, il est nécessaire « qu’à côté de la représentation cultuelle (de l'islam), soit soutenue (…) une représentation laïque dont l’action s’exerce dans le champ sociétal ».
En 2011, il soutient la décision de transfert aux Invalides des cendres du général Marcel Bigeard.

## Distinctions
- Commandeur de la Légion d'honneur (1999)[21]
- Grand-croix de l'ordre national du Mérite[22] (insigne remis par Michel Rocard[23])
- Croix de la Valeur militaire (4 citations)
- Médaille des blessés militaires avec 3 étoiles (pour 3 blessures de guerre)
- Croix du combattant
- Médaille commémorative des opérations de sécurité et de maintien de l'ordre en Afrique du Nord

## Publications

### Ouvrages
- La France honteuse. Le drame des Harkis, Perrin, 1993 (réédition 2001),  (ISBN 978-2-262-01035-5).
Aziz Meliani y décrit l’histoire des « bâtards de l’histoire », les 225 000 musulmans enrôlés sous le drapeau français dont seule une partie fut rapatriée en France et dont 150 000 disparurent selon lui[24].

### Articles
Plusieurs articles dans Islam de France, Les Volontaires, La Cohorte…

### Collaborations
- Dans : Thomas Schreiber, J'ai choisi la France : l'odyssée d'un journaliste qui a traversé trois quarts de siècle, Chaintreaux, Éditions France-Empire Monde, 2010, 332 p. (ISBN 978-2-7048-1091-8)
Entretien avec le colonel Aziz Meliani par Daniel Bermond (p. 291–294).

### Documentaire
- Éric Beauducel, Algérie, mémoires meurtries. ECPAD, 2010.
 Témoignage du colonel Aziz Meliani.